# Familia Bud

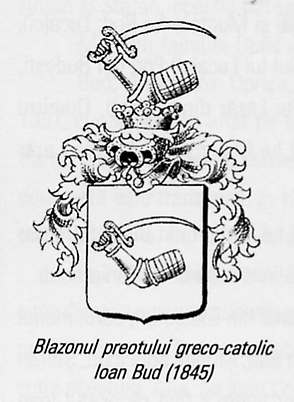
Blazonul familie nobile Bud, anul 1845

Familia Bud este o veche familie nobiliară a Maramureșului. Membrii familiei poartă titlul ereditar de nobili de Budești.
Din această familie au făcut parte
- Nobilul Tit Bud de Budești, vicarul Maramureșului între 1887-1917.[1]
- Nobilul Ioan Bud de Budfalva (Budești), ministru de finanțe al Regatului Ungariei între 1924 și 1928.[2]
- Nobila Irina Bud de Budești (n. 1901 - d. 1980)[3], a fost o „protectoare” a evreilor din zona Oașului în perioada holocaustului, iar împreună cu alți membrii ai familiei, le ducea apă și mâncare evreilor care erau închiși (fără apă și fără mâncare) în vagoanele din gara din Negrești și din alte localități ale zonei Oașului, a fost soția eroului Vasile Mihalca de Dolha și Petrova.